# Rhynchosia sublobata
Rhynchosia sublobata là một loài thực vật có hoa trong họ Đậu. Loài này được (Schum.) Meikle miêu tả khoa học đầu tiên.